# ولسوالی پنجاب
وُلُسوالی پَنجاب یکی از ۸ ولسوالی ولایت بامیان افغانستان است. براساس سرشماری نفوس سال ۲۰۱۱ نفوس این ولسوالی ۹۸٬۲۰۰ نفر است و ۱۸۹۱ کیلومتر مربع پهناوری دارد.

## نام
نام پنجاب از یکجا شدن رودهای غرغری، تگاب برگ، نرگس، مهر و ترپس که در این ناحیه یکجا شده دریای پنج آب را می‌سازد، گرفته شده است.

## تاریخچه
پنجاب مرکز منطقهٔ دایزنگی قدیم است، منطقه ای که در آن حکمرانی اعلی به همان نام وجود داشت. حکمرانی اعلی دایزنگی در قدم نخست در منطقه خوردک تخته و سپس مرکز پنجاب موقعیت داشت. مناطق مهم هزاره جات همچون پنجاب، ورس، لعل و سرجنگل، شهرستان، بهسودین و یکاولنگ (یکاولنگ در اول زیر اثر حکمرانی اعلی دایزنگی بود بعداً به حکومت اعلی پروان پیوست) ولی براساس تقسیمات اداری سال ۱۳۴۳ جزئی از ولایت بامیان شد. مرکز این ولسوالی پنجاب نام دارد. شاهراه‌های کابل-هرات از راه هزاره‌جات و بلخ-قندهار از راه بامیان و دایکندی از پنجاب عبور می‌کنند.

## جغرافیا
این ولسوالی در نقطه ۳۴°۲۳′۰۰″ شمالی ۶۷°۰۱′۰۰″ شرقی / ۳۴٫۳۸۳۳۳°شمالی ۶۷٫۰۱۶۶۷°شرقی قرار دارد. پنجاب در ۱۳۵ کیلومتری جنوب غرب ولایت بامیان قرار دارد. از طرف شرق با ولسوالی حصه دوم بهسود ولایت میدان وردک و بخشی از ولسوالی یکاولنگ بامیان، از طرف غرب با ولسوالی‌های اشترلی ولایت دایکندی و ورس ولایت بامیان، از طرف شمال با ولسوالی یکاولنگ بامیان و لعل سرجنگل ولایت غور و از طرف جنوب با ولسوالی ورس بامیان و ولسوالی حصه دوم بهسود ولایت میدان وردک هم سرحد است.

### آب و هوا
نظر به طبقه‌بندی سازمان جهانی آب و هوا، پنجاب شامل آب و هوای قاره ای مرطوب با تابستان‌های خنک و زمستانهای سرد و برفی به دلیل ارتفاع زیاد خود از سطح بحر می‌شود. میزان بارش سالانه آن به‌طور میانگین ۳۰۵ میلی‌متر است. میزان خشک‌ترین ماه سال بدون هیچ بارندگی است، در حالی که آوریل با میزان بارش ۷۷ میلی‌متری مرطوب‌ترین ماه سال به‌شمار می‌رود.
میانگین دما در در پنجاب ۳٫۴ درجه سانتی گراد است که اسد گرم‌ترین ماه سال با متوسط دمای آن ۱۷٫۱ درجه سانتی گراد و دلو با متوسط دمای -۱۴٫۱ درجه سانتی گراد، سردترین ماه سال است.
| داده‌های اقلیم پنجاب     | داده‌های اقلیم پنجاب | داده‌های اقلیم پنجاب | داده‌های اقلیم پنجاب | داده‌های اقلیم پنجاب | داده‌های اقلیم پنجاب | داده‌های اقلیم پنجاب | داده‌های اقلیم پنجاب | داده‌های اقلیم پنجاب | داده‌های اقلیم پنجاب | داده‌های اقلیم پنجاب | داده‌های اقلیم پنجاب | داده‌های اقلیم پنجاب | داده‌های اقلیم پنجاب |
| ماه                     | ژانویه              | فوریه               | مارس                | آوریل               | مه                  | ژوئن                | ژوئیه               | اوت                 | سپتامبر             | اکتبر               | نوامبر              | دسامبر              | سال                 |
| ----------------------- | ------------------- | ------------------- | ------------------- | ------------------- | ------------------- | ------------------- | ------------------- | ------------------- | ------------------- | ------------------- | ------------------- | ------------------- | ------------------- |
| میانگین بیش‌ترین °C (°F) | −۶٫۸ (۲۰)           | −۴٫۳ (۲۴)           | ۲٫۳ (۳۶)            | ۹٫۹ (۵۰)            | ۱۶٫۹ (۶۲)           | ۲۵٫۲ (۷۷)           | ۲۶٫۴ (۸۰)           | ۲۶٫۱ (۷۹)           | ۲۲٫۰ (۷۲)           | ۱۳٫۶ (۵۶)           | ۶٫۱ (۴۳)            | −۱٫۱ (۳۰)           | ۱۱٫۳۶ (۵۲٫۴)        |
| میانگین روزانه °C (°F)  | −۱۴٫۱ (۷)           | −۱۰٫۸ (۱۳)          | −۳٫۴ (۲۶)           | ۳٫۸ (۳۹)            | ۹٫۴ (۴۹)            | ۱۶٫۳ (۶۱)           | ۱۷٫۱ (۶۳)           | ۱۶٫۳ (۶۱)           | ۱۱٫۶ (۵۳)           | ۴٫۷ (۴۰)            | −۱٫۶ (۲۹)           | −۸٫۸ (۱۶)           | ۳٫۳۸ (۳۸٫۱)         |
| میانگین کم‌ترین °C (°F)  | −۲۱٫۳ (−۶)          | −۱۷٫۲ (۱)           | −۹٫۱ (۱۶)           | −۲٫۲ (۲۸)           | ۱٫۹ (۳۵)            | ۷٫۴ (۴۵)            | ۷٫۹ (۴۶)            | ۶٫۶ (۴۴)            | ۱٫۲ (۳۴)            | −۴٫۱ (۲۵)           | −۹٫۳ (۱۵)           | −۱۶٫۵ (۲)           | −۴٫۵۶ (۲۳٫۸)        |
| بارندگی میلی‌متر (اینچ)  | ۲۱ (۰٫۸۳)           | ۶۵ (۲٫۵۶)           | ۴۱ (۱٫۶۱)           | ۷۷ (۳٫۰۳)           | ۲۴ (۰٫۹۴)           | ۲ (۰٫۰۸)            | ۱ (۰٫۰۴)            | ۰ (۰)               | ۷ (۰٫۲۸)            | ۲۲ (۰٫۸۷)           | ۲۰ (۰٫۷۹)           | ۲۵ (۰٫۹۸)           | ۳۰۵ (۱۲٫۰۱)         |
| منبع: Climate-Data.org  |                     |                     |                     |                     |                     |                     |                     |                     |                     |                     |                     |                     |                     |

## اداره
پنجاب در سال ۱۳۰۰ هجری شمسی برای چهل سال مرکز حکومت کلان دایزنگی بود و حکومت‌های یکاولنگ، لعل و سرجنگل غور، دایکندی، و بهسود از ولایت میدان وردک از لحاظ تشکیلات اداری به پنجاب مربوط بوده است. در سال ۱۳۴۰ که بامیان از حکومت پروان جدا گردید. پنجاب از حکمرانی اعلی به ولسوالی تنزیل و این ولسوالی تحت اداره ولایت بامیان قرار گرفت.
مهم‌ترین قریه‌های پنجاب غرغری، پشته، تگاب برگ، ترپس، مهر، ترغی، مرکه بالا و پایین، درازقول، نیقول، نرگس، گهدر، گنداب، اخضرات، خارقول، کرمان و سنگریز می‌باشد.

## ترابری
از این ولسوالی راهای مواصلاتی کابل دایکندی، بامیان دایکندی، بامیان غور می‌گذرد و این ولسوالی را با پایتخت و ولایت وصل می‌کند. قرار است سرک معروف گردن دیوار نیز از پنجاب بگذرد

## مردم
باشندگان ولسوالی پنجاب را هزاره‌ها تشکیل می‌دهند که به زبان فارسی هزارگی صحبت می‌کنند.

## مناطق
دره‌ها یا مناطق ذیل ولسوالی پنجاب را تشکیل می‌دهند: دره غرغری و پشته آن که در امتداد سرک مواصلاتی پنجاب یکاولنگ موقعیت دارد، دره تکاب برگ که در شرق غرغری، دره تراپس و مهر که در شرق تگاب برگ و دره ترغی که در شرق مهر و تراپس موقعیت دارد. مرکه بالا و پایین که در قسمت جنوب پنجاب، دره نیقول، نرگس، گهدر و گنداب، اخضرات، سنگریز، خارقول و کرمان که در غرب ولسوالی موقعیت دارد. هریک از این دره‌ها دارای ده‌ها قریه است.

## اقتصاد
ولسوالی پنجاب با داشتن علفزارها و کوه‌های مرتفع و پوشیده از گیاه، مکان خوبی برای مالداری است. همچنین در این ولسوالی روغن زرد، قروت، دوغ و دیگر فرآورده‌های حیوانی زیادی وجود دارد که به کابل نیز صادر می‌گردد. هرچند این ولسوالی سرد سیر است، اما زراعت مروج است و شغل اکثریت مردم آن را مالداری و زراعت تشکیل می‌دهد.

## ورزش
پنجاب محل خوبی برای اسکی در زمستان است و هم ساله شماری از اسکی بازان ولسوالی پنجاب رفته و اسکی شان را اجرا می‌کنند. هرچند دراین ولسوالی ورزش‌های همانند بزکشی، والیبال و فوتبال نیز رایج است.

## شخصیت‌ها
1. مرحوم پوهاند دکتر سید امیرشاه حسنیار سایق وزیر تحصیلات عالی افغانستان و رئیس دانشگاه کابل
2. مرحوم وکیل محمد اکبرخان نرگس سابق عضوی پارلمان افغانستان و یکی از چهره‌های بزرگ سیاسی و اجتماعی هزاره
3. مرحوم الحاج محمد سرور خان رئیس بلدیه (شهردار) حکومت کلان دایزنگی
4. شهید باتور علی محمد خان دوله وزیر جنگ دایزنگی در مقابل نادر افشار در داله قندهار
5. مرحوم الحاج محمد ابراهیم خان از شخصیت‌های بزرگ سیاسی و اجتماعی ولسوالی پنجاب می‌باشد که عضو سابق شورای ملی افغانستان و مدت مسئولیت گُدامداری پنجاب را عهده‌دار بود.
6. مرحوم الحاج استاد حسین‌داد امینی عالم دین، مدرس، سابق رئیس قضا و ولسوال ولسوالی پنجاب و عضو برجستهٔ حزب وحدت اسلامی افغانستان
7. مرحوم استاد خلیلی سکدیز خطیب و سخنران چیره‌دست بود ولی بنیان‌گذار مدرسهٔ علمیهٔ امام صادق در مرکز پنجاب نبود. این نسبت کاملاً خلاف واقع است و سابق ولسوال ولسوالی پنجاب
8. شهید شیخ علی حسین نطاق عالم توانا خطیب بی‌نظیر و روضه‌خوان ماهر و مشهور بنیانگذار مدرسهٔ شیخ نطاق در خم بود
9. شیخ عبدالعظیم قاسمی حدود بیست سال در دورهٔ جهاد ولسوال پنجاب بود؛
10. مرحوم سناتور محمد علی خان نرگس سابق عضوی مجلس سنای افغانستان
11. محمد ناطقی سیاستمدار و معاون حزب وحدت اسلامی مردم افغانستان
12. سید خلیل کوهی استاد دانشگاه بامیان، نویسنده، محقق و شاعر.
13. سناتور هدایت الله رهائی عضو مجلس سنا.
14. قومندان محمد ناصر ناصح از قومندانان حزب وحدت در دوران بابه مزاری در شرق کابل
15. محمدعوض نبی‌زاده نویسنده و کنشگر سیاسی سابق کارمند ارشد دولت افغانستان
16. عزیزالله مفید اقتصاددان و روحانی فعال در شبکه‌های اجتماعی و نویسندهٔ حقیقت گرا.